# ألبرتا نيلسون
ألبرتا نيلسون (بالإنجليزية: Alberta Nelson)‏ هي ممثلة أمريكية، ولدت في 14 أغسطس 1937 في الولايات المتحدة، وتوفيت في 29 أبريل 2006 بسبب سرطان.

## وصلات خارجية
- ألبرتا نيلسون على موقع IMDb (الإنجليزية)
- ألبرتا نيلسون على موقع قاعدة بيانات برودواي على الإنترنت (الإنجليزية)
- ألبرتا نيلسون على موقع قاعدة بيانات الفيلم (الإنجليزية)